# Financiamento climático no Uruguai

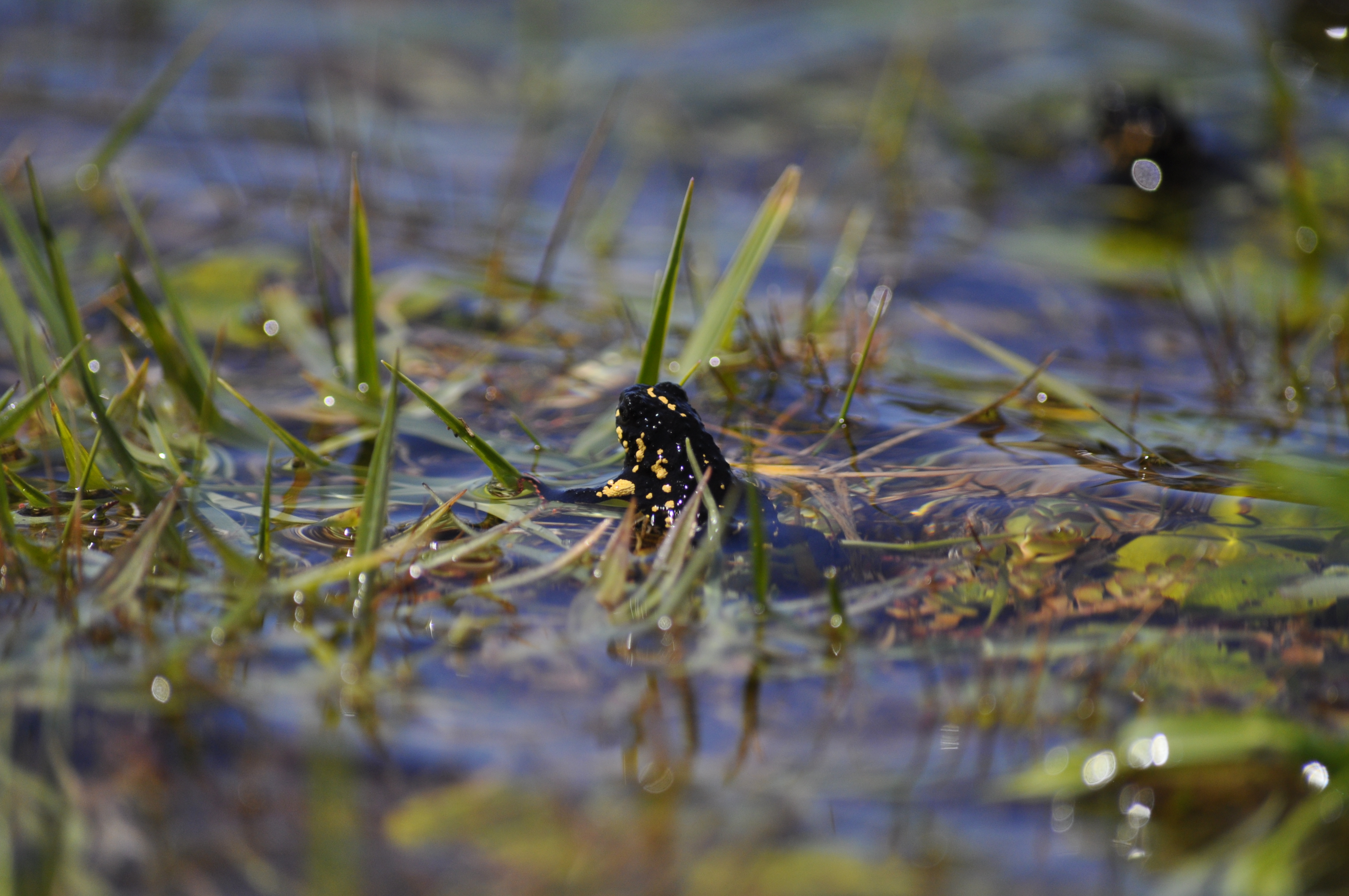
Melanophryniscus montevidensis, espécie de anfíbio encontrada no Uruguai e ameaçada de extinção

O financiamento climático no Uruguai refere-se aos recursos financeiros para a adaptação e a mitigação das mudanças climáticas no país. Esses recursos podem ser oriundos de fontes nacionais como o Orçamento Geral da Nação; fundos específicos como o Fundo para o Financiamento e o Desenvolvimento Sustentável do Setor de Laticínios; ou ainda parcerias com o setor privado.:114
O Uruguai também possui metas condicionadas ao financiamento externo em sua Contribuição Nacionalmente Determinada, acessando fontes internacionais como o Fundo Verde para o Clima, o Fundo de Adaptação, o Fundo Global para o Meio Ambiente e parcerias Sul-Sul.
Os resultados do financiamento climático são vistos no país, principalmente, através do setor energético. Conforme dados de 2022 da Agência Internacional de Energia, o Uruguai possui 91% da sua matriz energética composta por fontes renováveis, colocando o país em posição de destaque mundial na área.

Mapa da classificação climática de Köppen-Geiger do Uruguai para o período 1980–2016.

O Uruguai possui uma área de, aproximadamente, 176.215 km² e cerca de 660 km de costa, abrangendo o Rio da Prata e o sudoeste do Oceano Atlântico. Segundo a classificação Koppen-Geiger, o clima do país é temperado, com predominância do clima subtropical úmido e áreas de clima oceânico temperado. As temperaturas médias anuais variam entre 16 °C no sul e 19 °C no norte, e não há grandes variações climáticas no território uruguaio. Apesar de não ser afetado por riscos geológicos como terremotos ou erupções vulcânicas, o Uruguai enfrenta eventos climáticos extremos, como secas, granizos e inundações que impactam significativamente sua economia e população.:90-91
Entre os setores econômicos chave do Uruguai estão a agricultura, a pecuária e a silvicultura, que representam uma parcela significativa do Produto Interno Bruto (PIB) do país. Entre 2000 e 2021, esses setores contribuíram com cerca de 6% a 8% do PIB diretamente, além de impulsionarem atividades relacionadas, como a agroindústria e exportações. O Uruguai é um dos maiores exportadores mundiais de carne bovina e produtos lácteos, tornando a economia particularmente sensível a alterações climáticas.:9
As inundações, causadas pelo transbordamento de rios, lagos e barragens após chuvas constantes ou sudestadas, são o evento climático mais frequente e impactante no país.:1 Segundo dados de 2022 do Governo do Uruguai, cerca de 95.375 pessoas vivem em áreas propensas a inundações, muitas em condições de precariedade habitacional, o que aumenta a vulnerabilidade social.:91:4, 10 Em 2019, fortes chuvas resultaram em inundações que forçaram a evacuação de mais de 5.000 moradores. Em 2024, foram registradas 40 inundações, 18 tempestades e 18 vendavais no país, segundo o levantamento anual de emergências do país. O departamento mais afetado foi Durazno, onde 2.925 pessoas foram prejudicadas por eventos meteoroógicos.

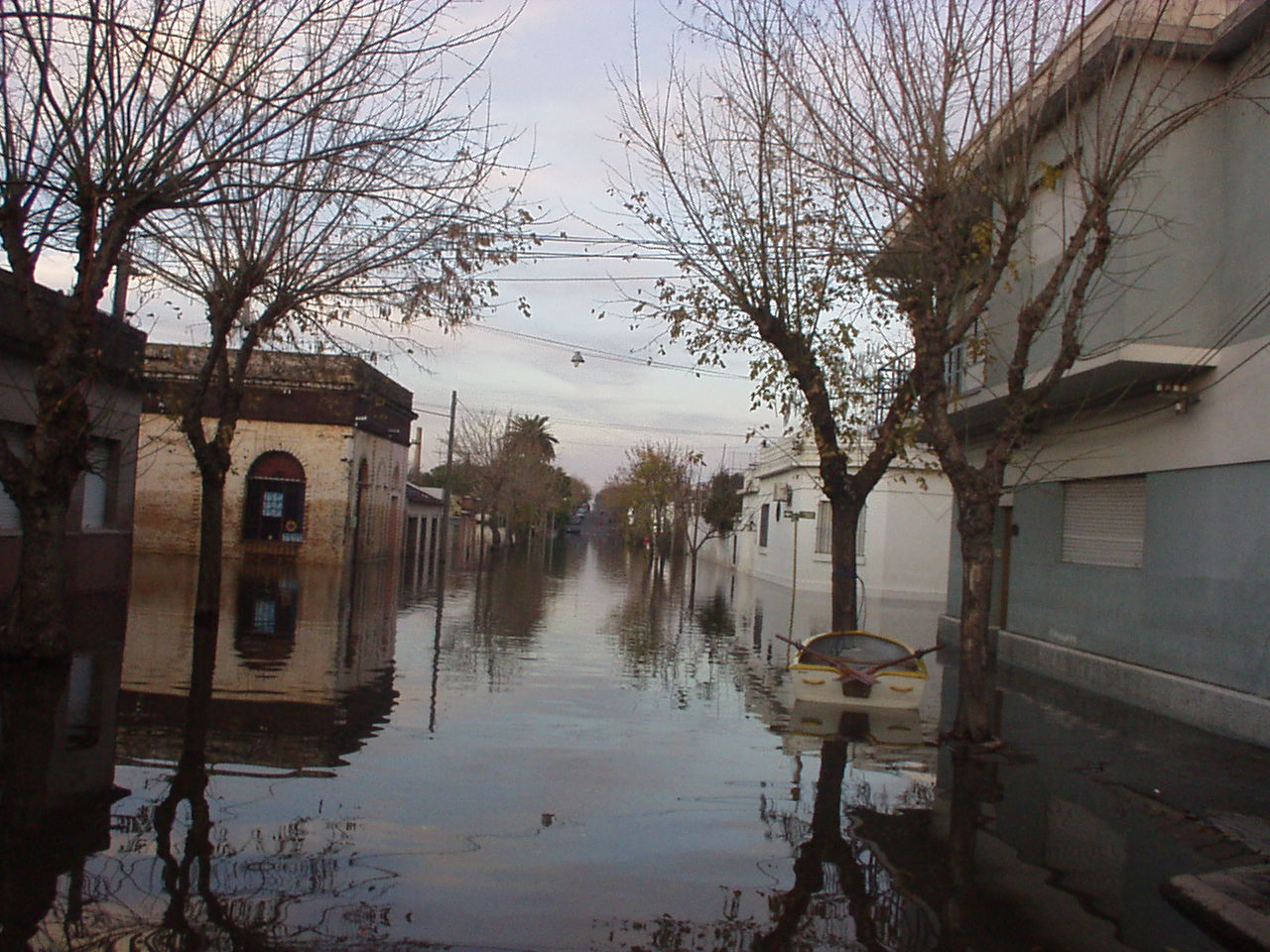
Inundação no departamento de Soriano em 2000

As secas também representam uma ameaça significativa, afetando a produção agropecuária e causando perdas econômicas. Entre 2022 e 2023, o Uruguai teve um período de 17 meses consecutivos de seca, com parte desse fenômeno atribuído às mudanças climáticas que agravam o efeito de fenômenos como o La Niña. Além disso, eventos como granizos e geadas impactam diretamente as safras agrícolas, enquanto a impermeabilização do solo em áreas urbanas agrava os riscos de inundações.:90
A biodiversidade do Uruguai, embora menos diversa que a de países vizinhos como Brasil e Bolívia, também enfrenta pressões climáticas. Estudos apontam que espécies de anfíbios, por exemplo, estão sofrendo alterações em seus ciclos reprodutivos devido ao aumento das temperaturas e mudanças nos padrões de precipitação. O desmatamento, embora em menor escala comparado a outros países da região, também é uma preocupação, com a perda de 439.000 hectares de florestas entre 2001 e 2024, segundo o Global Forest Watch.
O setor energético, embora majoritariamente renovável (cerca de 91,1% da eletricidade é gerada por fontes como hidrelétricas, eólicas e solares), também enfrenta riscos. As hidrelétricas, que representam uma parte significativa da matriz energética, são vulneráveis a secas que reduzem o fluxo dos rios, impactando a geração de energia. Além disso, a urbanização e a impermeabilização do solo aumentam a pressão sobre os recursos hídricos, revelando os impactos de eventos climáticos extremos em áreas urbanas como Montevidéu, onde a densidade populacional eleva a vulnerabilidade.:98-99
Segundo dados do Observatório Parlamentar de Mudanças Climáticas e Transição Justa da ONU, o Paraguai possui 94 leis vigentes em 2025 para questões ambientais em diferentes setores. Porém, 65,9% das mesmas não possuem um impacto econômico direto e não há uma Legislação Marco de Mudança Climática sancionada. Um dos principais marcos legislativos recentes no país é a Lei N° 19.889, de 9 de julho de 2020, que cria o Ministério do Meio Ambiente, órgão responsável pela gestão de diversas políticas climáticas nacionais.
A Política Nacional de Mudanças Climáticas (PNCC), estabelecida em 2017, e a Segunda Contribuição Nacionalmente Determinada (NDC), apresentada em 2022, priorizam a adaptação e a resiliência, com ênfase em grupos socialmente vulneráveis.  A PNCC enfatiza a necessidade de financiamento climático, incluindo a mobilização de recursos do setor privado e a captação de fundos internacionais para apoiar as metas da Contribuição Nacionalmente Determinada (NDC) do país.:5:7
O Sistema Nacional de Resposta às Mudanças Climáticas (SNRCC), criado em 2009 e parte do Direção Nacional do Sistema Nacional de Emergência, coordena ações de prevenção, mitigação e adaptação, enquanto o Atlas Nacional de Inundações, atualizado em 2022, fornece dados georreferenciados para identificar áreas de risco.
O Uruguai também possui planos de adaptação focados em áreas específicas, como o Plano Nacional de Adaptação à Variabilidade e Mudança Climática para o Setor Agropecuário, publicado em 2019,:13 e o Plano Nacional de Adaptação às Mudanças Climáticas em Cidades e Infraestrutura, publicado em 2021, que busca detalhar medidas de análise de risco climático e infraestrutura verde em 40 cidades. Os Planos Nacionais de Adaptação incluem análises de custos e destacam a necessidade de financiamento adicional ao orçamento nacional, propondo a criação de mecanismos financeiros, como fundos climáticos e parcerias público-privadas.:236, 239
Para garantir a eficácia do financiamento climático, o Uruguai possui um Sistema de Monitoramento, Relato e Verificação (MRV), que acompanha as emissões de gases de efeito estufa e os resultados das ações financiadas. Este sistema, integrado à NDC, permite avaliar o impacto dos investimentos e ajustar políticas conforme necessário, reportando os resultados à CQNUMC.:44
O Orçamento Geral da Nação destina parte de seus recursos para questões climáticas conforme previsto na Lei n.º 19.924 (2020), que aprova o orçamento nacional de despesas e salários, sendo essa a primeira menção direta de conteúdos climáticos e ambientais nas políticas econômico-fiscais do país. Conforme estabelecido pela Lei 19.889 (2020), o Ministério do Meio Ambiente dispões ainda de recursos fiscais, doações e demais transferências para compor seu orçamento.
Em 2021, o Ministério da Economia e Finanças do Uruguai anunciou a criação do “Fundo para o Clima e a Natureza”, financiado por rendas gerais do orçamento nacional e por economias geradas pelos instrumentos de dívida vinculados a metas climáticas, como títulos indexados às mesmas. O fundo pode alcançar US$ 50 milhões, mas tem potencial para ser maior conforme resultados climáticos sejam atingidos.
Para setor agropecuário, são estabelecidos ainda fundos nacionais específicos de adaptação às mudanças climáticas, tais como o Fundo para o Financiamento e o Desenvolvimento Sustentável do Setor de Laticínios (FFDSAL).:114
O mercado financeiro uruguaio também desempenha um papel relevante e tem sua participação encorajada nos planos de adaptação do país.:240 Em 2022, o Uruguai emitiu seu primeiro título alinhado a indicadores de mudanças climáticas no valor de US$ 1,5 bilhões.
Ainda no setor privado, as ONGs também fazem parte da força tarefa do país para mitigação e adaptação às mudanças climáticas. Dentre essas, está o Fondo para Emprendimientos Solidarios que financia projetos sustentáveis e incentiva o voluntariado em diferentes áreas.

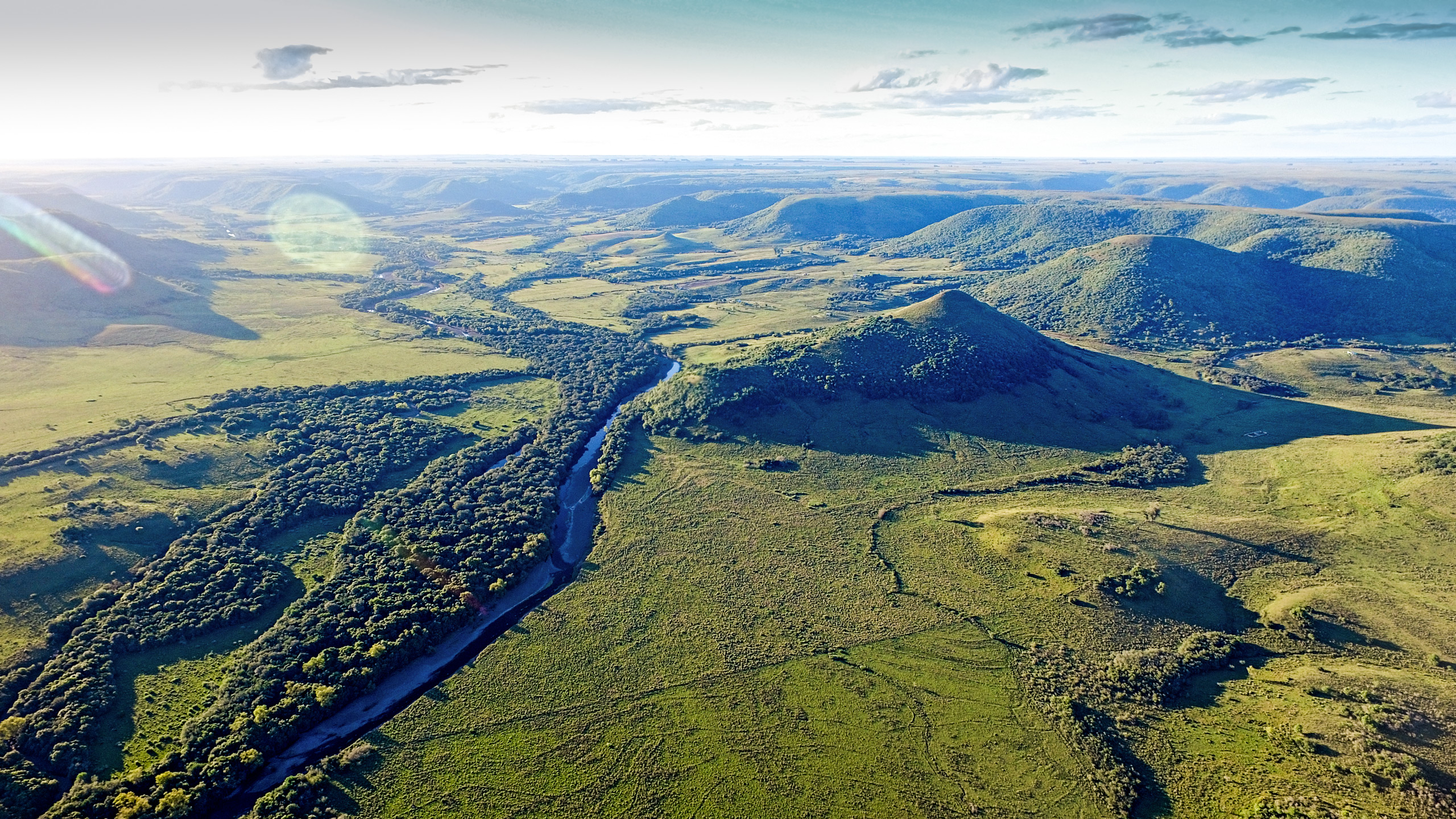
Vale do Lunarejo, área protegida do departamento de Rivera

Em 2025, María Fernanda Souza, diretora nacional de mudanças climáticas do Ministério do Meio Ambiente, destacou a necessidade de financiamento externo para os países latinoamericanos, em especial, o Uruguai: "Temos que buscar fontes de financiamento internacionais que nos permitam ter uma arquitetura de financiamento climático que gere possibilidades de resposta a desastres, que os países possam solicitar esses fundos e acessá-los diretamente quando houver um desastre, e que isso não dependa da vontade de alguns governos do Norte". Apesar de não haver um levantamento específico do montante financeiro necessário, declaração da diretora é coerente com a necessidade de recursos do Uruguai para cumprir as metas condicionais estabelecidas em sua NDC na Agenda 2030.
O país acessa recursos de grandes fundos como o Fundo de Adaptação, o Fundo Global para o Meio Ambiente e o Fundo Verde para o Clima, que financiou os Planos de Adaptação e demais projetos que somam US$ 69,6 milhões. Há também um projeto específico para o financiamento climático no Uruguai, intitulado "Alinhando e ampliando os fluxos financeiros públicos e privados aos compromissos e prioridades climáticas do Uruguai", implementado pelo PNUD e subsidiado pelo Fundo Verde para o Clima. Além disso, o Uruguai participa de acordos bilaterais e regionais em acordos Sul-Sul e com seus principais parceiros, a União Europeia (com destaque para a Espanha).
Bancos multilaterais de desenvolvimento também contribuem na parcela de fontes estrangeiras de financiamento climático no país, tais como o Banco Mundial, o Banco Interamericano de Desenvolvimento e a Corporação Financeira Internacional.:23, 29 Em 2023, o Banco Mundial concedeu um empréstimo de US$ 350 milhões para o país, com uma redução na taxa de juros de até 1% ao ano (equivalente a economizar cerca de US$ 12,5 milhões) caso Uruguai reduza a intensidade das emissões de metano na pecuária (objetivo de 33‑36% entre 2028‑2037).
O Uruguai também possui projetos de REDD+ que atuam na redução de emissões, conservação de florestas nativas (4% do território nacional) e zonas costeiras.:81

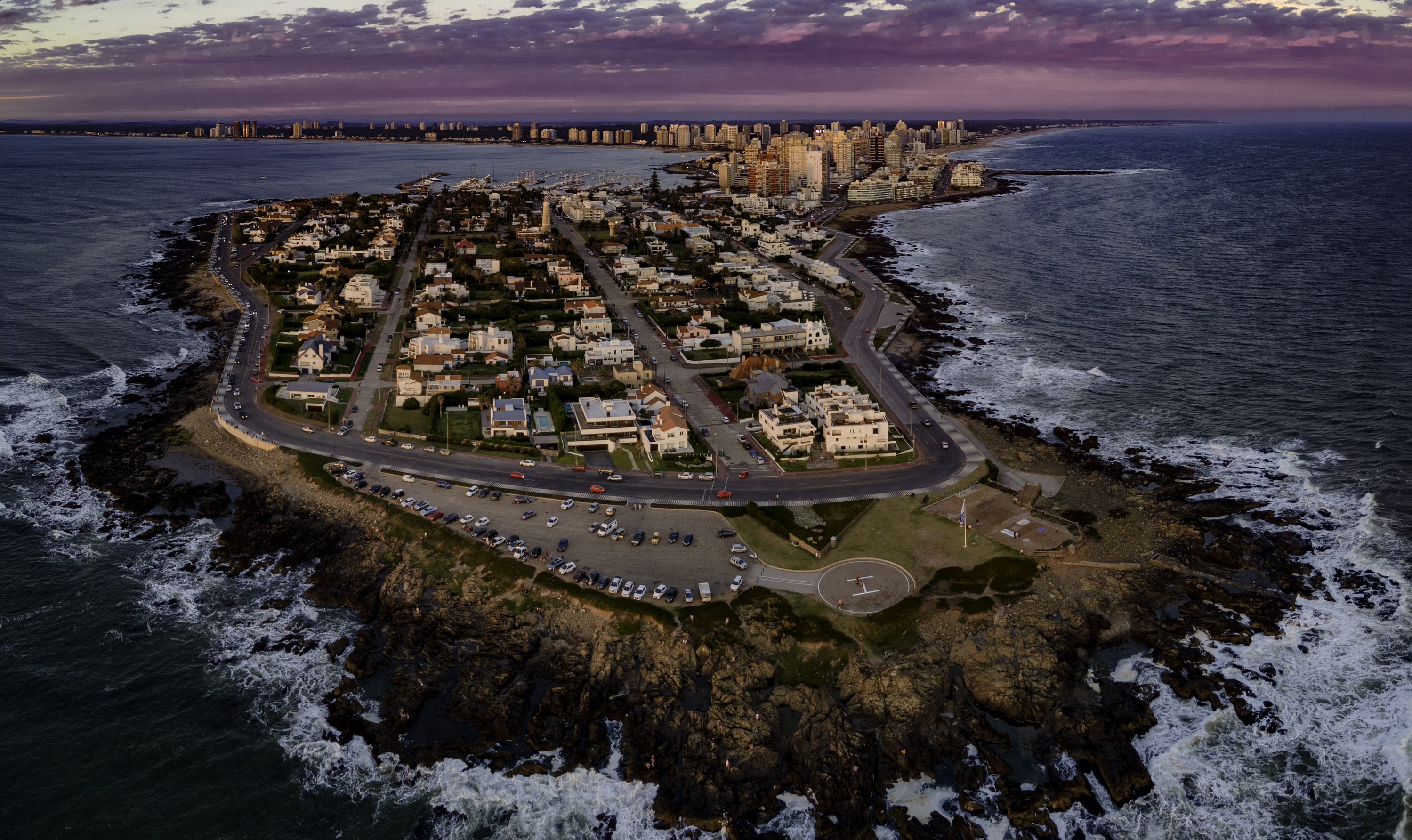
Vista de Punta del Este, cidade na costa do Uruguai

Conforme a NDC uruguaia, são estabelecidas 60 medidas de adaptação às mudanças climáticas que priorizam os setores água, agricultura, biodiversidade, gestão de riscos, infraestrutura, saúde, uso e mudança do solo, zonas costeiras, energia e turismo. Para adaptação, o país também conta com planos setoriais específicos.:13, 44
Já as metas de mitigação se dividem em 24 metas incondicionais e 25 metas condicionadas a financiamento externo em energia, transportes, indústria, resíduos, uso e mudança do solo e agricultura.:23, 25
A atuação em áreas costeiras é uma das prioridades uruguaias frente à crise climática. O Programa das Nações Unidas para o Desenvolvimento já direcionou US$ 2.922.900 em recursos do Fundo Global para o Meio Ambiente no programa de "implementação de medidas de adaptação às mudanças climáticas nas áreas costeiras do Uruguai". O Plano Nacional de Adaptação para Áreas Costeiras é um dos resultados da iniciativa.
A intoxicação por mercúrio e controle da poluição também estão entre as preocupações uruguaias, que o colocam em posição de destaque nessas frentes, conforme a Organização das Nações Unidas.
Os investimentos em energia renovável também colocam o país em posição de destaque. Entre 2010 e 2015, o Uruguai investiu cerca de US$ 7 bilhões no setor, contabilizando 15% do PIB nacional. As hidrelétricas correspondem a 38% da matriz energética do país, enquanto parques eólicos representam 32%. O Parque Eólico Peralta, um dos maiores do país, foi inaugurado em 2015 e fornece energia para cerca de 150.000 residências, compensando a produção energética nos períodos de seca que reduzem os reservatórios de água.
Segundo dados divulgados pelo Governo do Uruguai, houve uma redução 46% na intensidade agregada de emissões de gases de efeito estufa por unidade de PIB real em comparação com 1990 em 2022. A meta estabelecida na primeira NDC do país era de uma redução de 50% até 2025. O mesmo relatório constatou um aumento de 11.832 hectares de cobertura florestal em 2022, tendo como referência o ano de 2016.
Até 2030, o Uruguai espera implantar um sistema de financiamento público-privado "para melhorar a resiliência climática em edifícios e infraestrutura urbana novos e/ou existentes, incluindo a abordagem de adaptação baseada em ecossistemas", conforme sua NDC.:10 Outra ação do país no quesito financeiro é a implantação de impostos específicos que sejam direcionados para projetos de resiliência climática.:48-49
- Economia do Uruguai
- Clima do Uruguai